# Mühlham (Tittmoning)
Mühlham ist ein Gemeindeteil der Stadt Tittmoning im oberbayerischen Landkreis Traunstein. Das Dorf liegt circa zwei Kilometer südwestlich von Tittmoning.

## Geschichte
In der Umgebung des Ortes wurden jungsteinzeitliche und römerzeitliche Siedlungsspuren gefunden. 
Mühlham war Sitz  eines der Schergenämter des  Pfleggerichts Tittmoning.
Im Zuge der Gebietsreform in Bayern wurde Mühlham als Teil der ehemals selbständigen Gemeinde Kay in die Stadt Tittmoning eingegliedert.

## Baudenkmäler
Siehe: Liste der Baudenkmäler in Mühlham